# エクストラクツ・フロム・ザ・フィルム・ア・ハード・デイズ・ナイト
『エクストラクツ・フロム・ザ・フィルム・ア・ハード・デイズ・ナイト』（Extracts From The Film A Hard Day’s Night）は、イギリスのロックバンド、ビートルズのEP。

## 収録曲

### Side 1
1. 恋する二人-I Should Have Known Better(Lennon-McCartney)
2. 恋におちたら-If I Fell (Lennon-McCartney)

### Side 2
1. テル・ミー・ホワイ-Tell Me Why  (Lennon-McCartney)
2. アンド・アイ・ラヴ・ハー-And I Love Her  (Lennon-McCartney)

## 解説
題名が表すように映画『ア・ハード・デイズ・ナイト』で使われた4曲を収録している。ジャケットはアルバム『ハード・デイズ・ナイト』とそっくりである。レコード番号はGEP8920
このEPは、映画の公開や前のアルバムのプロモーションのために発売されたと考えられている。